# Балка Делень
Балка Делень — балка (річка) в Україні у Болградському районі Одеської області. Права притока річки Аліяги (басейн Дунаю).

## Опис
Довжина балки приблизно 7,27 км, найкоротша відстань між витоком і гирлом — 7,08  км, коефіцієнт звивистості річки — 1,03 . Формується декількома струмками та загатами.

## Розташування
Бере початок на південно-східній стороні від села Рівне. Тече переважно на південний схід і у селі Делень впадає у річку Аліягу, що впадає у озеро Китай.

## Цікаві факти
- На балці існують природні джерела та курган Деленський (104,5 м)[1].